# 莊嚴 (書法家)
莊嚴（1899年6月8日—1980年3月12日），字尚嚴，號慕陵，晚號六一翁，是一位古文物專家、藝術史學者以及書法家，以瘦金體書法聞名，曾任國立故宮博物院副院長。莊嚴偏好宋徽宗的瘦金書，惟因融合薛稷、褚遂良書體，轉折處較圓，字體姿態較多，剛中現柔，別具風姿。行草書則有趙孟頫的神韻，又融合瘦金書的筆法及丰采。

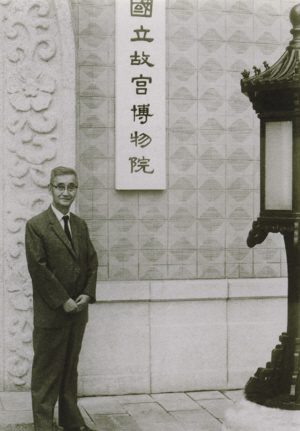
1966年，莊嚴在台北故宮前與自書「國立故宮博物院」院牌合影。

## 生平
莊嚴祖籍江蘇，生於吉林省长春市，父親為莊聘臣，母親為朱禧珍。
1920年，莊嚴進入北京大學哲學系就讀，受教於胡適、馬衡、沈尹默、沈兼士等人。1924年，哲學系畢業後，進入北京大學國學門研究所工作，在考古研究室擔任助教，與國學門同學臺靜農、董作賓等人成為知交。最初隸屬常惠歌謠工作室，與董作賓一同共事，接著轉往馬衡主持的考古研究室，並兼任國立古物保存委員會北平分會執行秘書，在馬衡的手下整理「藝風堂」金石拓片，影響莊嚴日後對書法研習的興趣。後在沈兼士的推薦之下進入清室善後委員會擔任事務員，負責點查清宮文物。1925年，他正式進入故宮博物院聘任為古物館科員。
1928年6月，莊嚴以北大交換生身分，被推薦到東京帝國大學考古研究室，跟隨原田淑人學習考古學。1930年，北大聘任返國，參加河北易縣的考古工作，後兼任古物保管委員會秘書。1931年，發起「圓臺印社」，同年與申若俠女士結婚。
1933年，升任故宮古物館第一科科長；1935年，被「倫敦中國藝術國際展覽會」展籌委會指派為秘書之一，他隨文物前往歐美辦理巡迴展覽，這也是第一次中國文物到海外展出。1937年，七七事變爆發後，他負責守護大批文物隨中央政府四處遷徙，全家大小與故宮文物同行。1948年12月，他奉命護送故宮南京分院文物至臺灣，與中央博物院籌備處、中央研究院歷史語言研究所以及中央圖書館的文物和人員於26日抵達台灣，經基隆至楊梅車站旁倉庫暫存。1949年，運台之第二、三批文物分別於一月六日和二月二十二日抵達臺灣，接著遷運至台中糖廠倉庫寄存。1950年，隨故宮文物遷入新建成的霧峰北溝庫房，全家定居霧峰北溝15年。莊嚴晚年自號六一翁，是在他六十一歲時，仿歐陽修的六一，每日必做的六件事：寫字、散步、喝酒、靜坐、打拳、奉行自己。
1964年，升任故宮博物院副院長。1965年，因故宮於台北外雙溪的新館落成，原北溝庫房之文物全數遷往新館，莊嚴一家移居台北。1969年，他自國立故宮博物院副院長職務退休，轉任中國文化學院藝術研究所所長。1975年6月1日，美術雜誌《藝術家》創刊號問世，標準字由莊嚴題寫。1978年，受北京大學台灣校友之請，為已故校長蔡元培撰寫〈蔡孑民先生墓表〉紀念蔡元培先生。1979年，罹直腸癌，入榮總醫院開刀後返家靜養。1980年，病逝於臺北榮總醫院。

## 家庭
莊嚴育有四子：長子莊申，藝術史家；次子莊因，中文學者；三子莊喆，畫家；四子莊靈，攝影師。

## 著作
- 《六一之一錄》，華欣文化事業中心，1979年，ISBN 978-986-04-9659-8
- 《故宮．書法．莊嚴》[2]

## 註腳
1. ↑  «莊喆—嶺深道遠»，2007北京中國美術館個展，亞洲藝術中心
2. ↑  莊嚴; 臺靜農. . 雄獅圖書. 1999-01-01  [2017-03-06]. ISBN 9789578980914. （原始内容存档于2017-03-07） （中文（臺灣））.

## 延伸閱讀
- 公共電視台_兩岸故宮行 （页面存档备份，存于）
- 陳宛茜. . 聯合報. 2016-11-07  [2017-03-06]. （原始内容存档于2017-12-01）.
- . www.tfam.museum. 臺北市立美術館.   [2017-03-06]. （原始内容存档于2017-03-07）.
- 谢易彤. . 雅昌艺术网. 2010-06-11  [2017-11-19]. （原始内容存档于2017-12-01）.
- 吳垠慧. . 中國時報. 2015-05-28  [2017-06-21]. （原始内容存档于2017-11-13）.
- 台北故宫-故宫国宝在台北 第1集 国宝迁台